# Rhoda Scott
Rhoda Scott (* 3. července 1938 v Dorothy, New Jersey) je afroamerická hard bopová a soulová jazzová varhanice a zpěvačka. Přezdívá se jí „bosá dáma“.

## Životopis a hudební kariéra
Rhoda Scott je prvním dítětem pastora Africké metodistické episkopální církve a bělošské matky německého původu, což však nebránilo tomu, aby v segregovaných Spojených státech zažila rasismus. Má šest sourozenců. Její rodiče byli hudebníci, hráli na klavír a varhany a také zpívali. Většinu svého dětství strávila v New Jersey, kde se od sedmi let učila hrát na varhany v kostelech, kde její otec působil. Ten se často stěhoval do různých malých kostelů a bral ji s sebou do míst, kde slyšela své první gospely a spirituály. Brzy se stala varhanicí juniorských a gospelových sborů v kostelech svého otce nebo i v jiných kostelech. Později hrála ve Francii čtyřicet let na varhany ve své farnosti v regionu Perche. 
Podle „rodinné legendy“ si ji matka brala na klín, když hrála v kostele, a Rhoda přehrávala podle sluchu melodie, které slyšela. Poslouchala jazz, rhythm and blues, Raye Charlese a to, co slyšela, reprodukovala na klavíru. Sama se naučila luštit noty a hrála všechno, co jí přišlo pod ruku. Když ji v osmi letech poslal otec do kostela s varhanami Hammond, byla tímto nástrojem a možnostmi, které nabízel, fascinována.
Po předčasné smrti své matky (zemřela ve věku 38 let) začala působit ve svých dvanácti nebo třinácti letech jako klavírní korepetitorka v internátní škole, kde doprovázela pěvecký sbor, a v této roli pokračovala i na střední škole. V šestnácti letech získala stipendium ke studiu na Westminster Choir College v Princetonu. Klavírní třídy byly plné, a tak se přihlásila do varhanní třídy a poznala díla Johanna Sebastiana Bacha. Z finančních důvodů musela studium přerušit a pracovala jako pomocná účetní v obchodním domě s módou.
Ve věku 24 let se Rhoda Scott zapsala na Manhattan School of Music, kde studovala 4 roky a současně hrála v klubech. Získala magisterský titul v oboru hudební teorie, protože škola nenabízela diplom v oboru varhany a její hra na klavír nebyla dostatečně dobrá. Jazzový talent Rhody Scott objevil Count Basie, který ji najal do svého klubu v Harlemu. Mnohem větší úspěch než ve Spojených státech měla však později potom, co se přestěhovala do Francie. Ve snaze zdokonalit své vzdělání odjela v roce 1967 studovat na Americkou konzervatoř ve Fontainebleau (Francie) k Nadie Boulangerové. Francii si  na první pohled zamilovala, ale její setkání s výraznou hudební osobností Boulangerovou nedopadlo tak dobře, jak doufala. Hudební kultura a přísnost na Americké konzervatoři se příliš lišily od světa, v němž se pohybovala Rhoda Scott, která se po roce se vrátila do Spojených států a studovala tam francouzštinu.

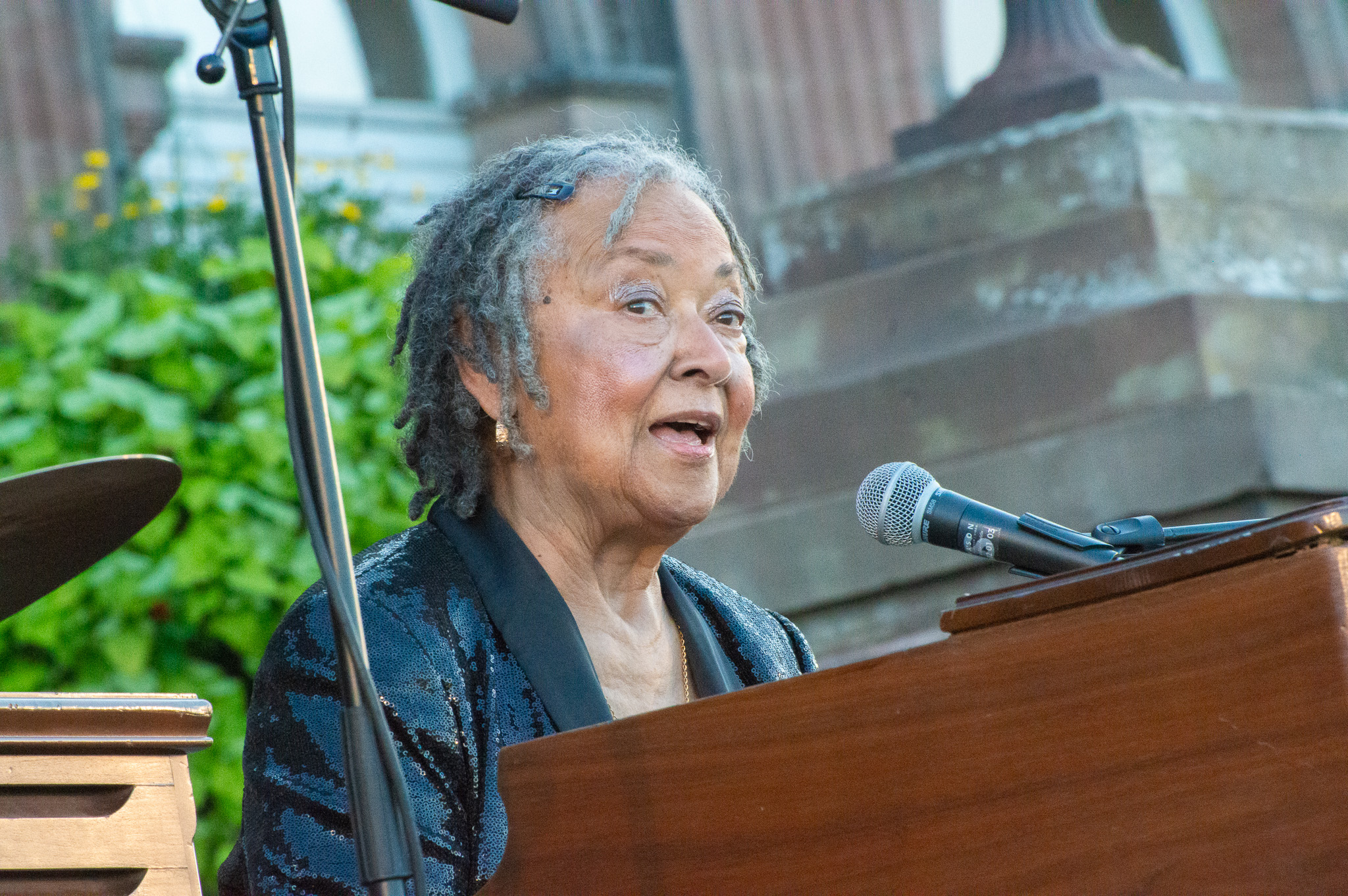
Rhoda Scott na festivalu Au grès du Jazz v srpnu 2023.

Do Francie se vrátila v květnu 1968 a brzy se stala hvězdou, která vystupovala vedle jazzových klubů i v pařížské Olympii a ve francouzském hudebním televizním pořadu Discorama. Roku 1969 se v Paříži provdala za francouzského herce a zpěváka Raoula Saint-Yvese (1921 – 2008), který se poté stal jejím manažerem. Měli spolu dvě děti, obě adoptované, které se narodily na Haiti. 
Na popud ředitele festivalu Jazz à Vienne, založila Lady Quartet, v němž hrály Sophie Alour (tenorsaxofon), Airelle Besson (křídlovka), Lisa Cat-Berro (altsaxofon) a Julie Saury (bicí). V roce 2021 (ve věku 83 let) vydala album Lady All Stars, na němž ji doprovází čistě ženská hudební skupina, která vznikla rozšířením jejího Lady Quartetu o další tři hudebnice.

## Styl

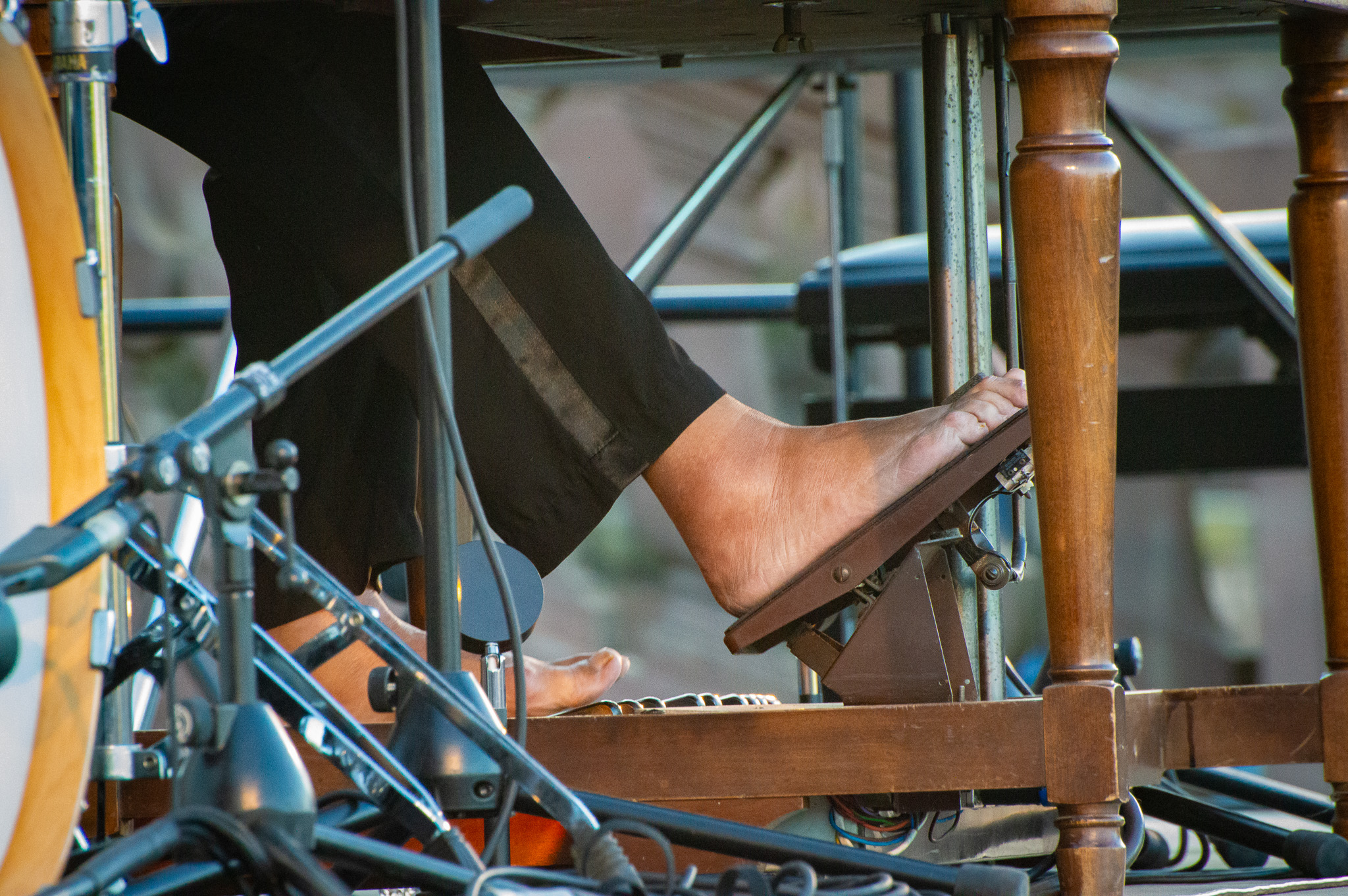
Rhoda Scott hraje na varhany naboso

O varhanách se vyjadřuje jako o nejkrásnějším hudebním nástroji na světě a jejich pedály ovládá bez bot jak v případě varhan kostelních tak jazzových. V tom ji za svůj vzor považují i někteří další hudebníci, kteří také hrají na varhany bosí. Na pedály varhan často hraje stylem kráčejícího basu (Walking Bass), což jí umožňuje hrát levou rukou složitější akordy. S nadšením se věnuje Bachovým dílům a stala se velvyslankyní varhan Hammond, které zpopularizovali i mnozí další umělci jako např. Jimmy Smith, v Československu Marián Varga, z mladší generace pak česko-americký hudebník Ondřej Pivec.
Hudba Rhody Scott odráží její ranou praxi i formální vzdělání a je fúzí jazzu, gospelu a klasické hudby. Nesnažila se kopírovat jiné varhaníky (i když studovala Jimmyho Smithe), ale spíše se inspirovala frázováním zpěváků, jako byli Frank Sinatra, Sammy Davis Jr., Morgana King, Ella Fitzgerald, Sarah Vaughan a Barbra Streisand, nebo saxofonistů, jako byli Eddie „Lockjaw“ Davis a Johnny Griffin. Ráda kombinuje varhany a bicí, což je způsob hry, který si osvojila ve Spojených státech a pokračovala v tom ve Francii. Sama o tom říká: „Hraní v duu s sebou nese velkou zodpovědnost, protože varhaník musí nahradit chybějícího člena legendárního tria: baskytaristu. Mezi oběma hudebníky musí panovat nepolevující porozumění.“
V roce 2018 obdržela Řád umění a literatury  a roku 2022 byla jmenována členkou francouzského Řádu čestné legie  .